# 量子化学的手法
量子化学的手法（、英: Quantum chemical method）とは原子、分子の電子状態を求める手法。分子軌道法、配置間相互作用法（CI法）などがある。
この手法を用いた計算ソフトは幾つもある。最も有名なものに、Gaussian（2020年現在での最新のバージョンは、Gaussian16）という商用のプログラムが存在する。その他にもMolpro、登録が必要だが無料で利用できるGAMESS、半経験的分子軌道法のMOPACなどが挙げられる。